# Dutch Open (бадмінтон)
Dutch Open або Відкритий чемпіонат Нідерландів з бадмінтону — щорічний міжнародний бадмінтонний турнір, який проходить у Нідерландах з 1932 року. Проводиться Нідерландським бадмінтонним союзом (НББ) і входить до складу European Badminton Circuit.

## Переможці
| Рік       | Чоловічий одиночний     | Жіночий одиночний    | Чоловічий парний                       | Жіночий парний                           | Змішаний парний                              |
| --------- | ----------------------- | -------------------- | -------------------------------------- | ---------------------------------------- | -------------------------------------------- |
| 1932      | Г.Е. Девастон           | Існаф                | Г.Е. Девастон Е. Мейн                  | Девастон Існаф                           | Г.Е. Девастон Девастон                       |
| 1933      | Ф.Л. Трежер             | Маргарет Траджетт    | Дж.Д.М. Маккаллум Ф.Л. Трежер          | Мерієн Горслі Маргарет Траджетт          | Маргарет Трежер Р.К. Траджетт                |
| 1934      | Свен Стреманн           | Боділь Клаусен       | К. Сандвад Свен Стреманн               | Боділь Клаусен Тонні Ольсен              | Свен Стреманн Боділь Клаусен                 |
| 1935      | Свен Стреманн           | Тонні Ольсен         | К. Сандвад Свен Стреманн               | Боділь Клаусен Тонні Ольсен              | К. Сандвад Тонні Ольсен                      |
| 1936      | Едвард ван Гуд, мл.     | Тонні Ольсен         | К. Сандвад Свен Стреманн               | Боділь Стреманн Тонні Ольсен             | К. Сандвад Тонні Ольсен                      |
| 1937      | Г.Д. Вінкфілд           | К.Д. Ньїтт           | С.К Мінард Г.Е. Тотц                   | Л.В. Майєрс Дж.Р. Стюартт                | С.К Мінард Дж.Р. Стюартт                     |
| 1938 1952 | Не проводився           | Не проводився        | Не проводився                          | Не проводився                            | Не проводився                                |
| 1953      | Єспер Сандвад           | Тове Андерсен        | Єспер Сандвад Оле Мертц                | Тове Андерсен Ютте Мальмквіст            | Єспер Сандвад Тове Андерсен                  |
| 1954      | Eddy B. Choong          | Ганне Єнсен          | Йорн Скоруп Пребен Дабельстен          | Ганне Єнсен Аннелісе Гансен              | Йорн Скоруп Аннелісе Гансен                  |
| 1955      | Eddy B. Choong          | Ганне Єнсен          | Eddy L. Choong Eddy B. Choong          | Грете Фленстед Едель Крістенсен          | Арне Расмуссен Грете Фленстед                |
| 1956      | Ferry A. Sonneville     | Агнете Фрійс         | Г. Бекер Гансен Ганс Єнсен             | Джун Тімперлі Барбара Карпентер          | Джун Тімперлі Джун Тімперлі                  |
| 1957      | Eddy B. Choong          | Джун Тімперлі        | Eddy B. Choong Oon Chong Teik          | Йорген Гаммергорд Гансен Ганне Єнсен     | Eddy B. Choong Ганне Єнсен                   |
| 1958      | Ferry A. Sonneville     | Айріс Роджерс        | Ерланд Копс J. Гагеман                 | Джун Тімперлі Айріс Роджерс              | Г'ю Фіндлей Айріс Роджерс                    |
| 1959      | Кнуд Оге Нільсен        | Карін Расмуссен      | Бенгт Альбертсен Оле Мертц             | Л. Гаген Ольсен Аннетте Шмідт            | Оле Мертц Інге К'яергорд                     |
| 1960      | Ferry A. Sonneville     | Pratuang Pattabongs  | Джон Бест Пітер Вейдделл               | Pratuang Pattabongs Аннетте Шмідт        | Джон Бест Одрі Маршалл                       |
| 1961      | Ferry A. Sonneville     | Ганне Єнсен          | Кнуд Оге Нільсен Оле Мертц             | Ганне Єнсен Карін Расмуссен              | Б. Гольст-Крістенсен Тонні Гольст-Крістенсен |
| 1962      | Ferry A. Sonneville     | Кірстен Даль         | Charoen Wattanasin Oon Chong Teik      | Бенте Фліндт Улла Расмуссен              | Oon Chong Teik Улла Расмуссен                |
| 1963      | Геннінг Борх            | Бенте Фліндт         | Геннінг Борх Йорген Мортенсен          | Бенте Фліндт Анне Фліндт                 | Ганс Генрік Свендсен Анне Фліндт             |
| 1964      | Геннінг Борх            | Джуді Гешман         | Геннінг Борх Йорген Мортенсен          | Сью Пірд Джуді Гешман                    | Джон Геверс Дженніфер Прітчард               |
| 1965      | Том Бейкер              | Анджела Берстоу      | Оле Мертц Клаус Когорд                 | Анджела Берстоу Аніта Прайс              | Тоні Джордан Анджела Берстоу                 |
| 1966      | Кнуд Оге Нільсен        | Анджела Берстоу      | Punch Gunalan Oon Chong Hau            | Гезер Нільсен Дженніфер Гортон           | Девід Гортон Дженніфер Гортон                |
| 1967      | Ерланд Копс             | Імре Рітвелд         | Ерланд Копс Том Бейкер                 | Імре Рітвелд Улла Странд                 | Тоні Джордан Анджела Берстоу                 |
| 1968      | Ерланд Копс             | Ірмгард Лац          | Sangob Rattanusorn Chavalert Chumkum   | Маргарет Боксолл Сью Паунд               | Пол Ветнолл Angela Bairstow                  |
| 1969      | Oon Chong Hau           | Джилліан Перрін      | Ерланд Копс Б'ярне Андерсен            | Марілуйзе Ваккеров Гудрун Цибольд        | Дерек Телбот Джилліан Перрін                 |
| 1970      | Ело Гансен              | Сьюзен Ветнолл       | Девід Едді Р.А. Пауелл                 | Маргарет Боксолл Сьюзен Ветнолл          | Дерек Телбот Джилліан Перрін                 |
| 1971      | Свенд Прі               | Ева Тведберг         | Ерланд Копс Свенд Прі                  | Джуді Гешман Джилліан Джилкс             | Дерек Телбот Джилліан Джилкс                 |
| 1972      | Стуре Йонссон           | Ева Тведберг         | Ерланд Копс Свенд Прі                  | Джуді Гешман Джилліан Джилкс             | Роланд Майвальд Брігітте Штеден              |
| 1973      | Стуре Йонссон           | Джилліан Джилкс      | Девід Едді Едді Саттон                 | Джилліан Джилкс Бріджет Купер            | Дерек Телбот Джилліан Джилкс                 |
| 1974      | Свенд Прі               | Єва Стюарт           | Рей Стівенс Майк Треджетт              | Брігітте Штеден Марілуйзе Цицманн        | Роланд Майвальд Брігітте Штеден              |
| 1975      | Флеммінг Делфс          | Джилліан Джилкс      | Рей Стівенс Майк Треджетт              | Сьюзен Ветнолл Нора Гарднер              | Девід Едді Сьюзен Ветнолл                    |
| 1976      | Флеммінг Делфс          | Джилліан Джилкс      | Флеммінг Делфс Ело Гансен              | Сьюзен Ветнолл Джилліан Джилкс           | Дерек Телбот Джилліан Джилкс                 |
| 1977      | Дерек Телбот            | Джилліан Джилкс      | Девід Едді Едді Саттон                 | Йоке ван Бейсеком Мар'ян Ріддер          | Дерек Телбот Джилліан Джилкс                 |
| 1978      | Флеммінг Делфс          | Джилліан Джилкс      | Свенд Прі Єспер Гелледі                | Енн Стетт Нора Перрі                     | Майк Треджетт Нора Перрі                     |
| 1979      | Флеммінг Делфс          | Джилліан Джилкс      | Дерек Телбот Елліот Стюарт             | Джилліан Джилкс Мар'ян Ріддер            | Дерек Телбот Джилліан Джилкс                 |
| 1980      | Не проводився           | Не проводився        | Не проводився                          | Не проводився                            | Не проводився                                |
| 1981      | Нік Єйтс                | Лене Кеппен          | Біллі Джілліленд Ден Треверс           | Джилліан Джилкс Пола Кілвінгтон          | Томас Кільстрем Джилліан Джилкс              |
| 1982      | Prakash Padukone        | Джейн Вебстер        | Мартін Дью Майк Треджетт               | Джилліан Джилкс Джилліан Кларк           | Мартін Дью Джилліан Джилкс                   |
| 1983      | Мортен Фрост            | Саллі Поджер         | Стен Фладберг Єспер Гелледі            | Джилліан Джилкс Джилліан Кларк           | Мартін Дью Джилліан Джилкс                   |
| 1984      | Єнс Петер Ніргофф       | Гелен Троук          | Марк Крістіансен Міхаель К'єльдсен     | Джилліан Джилкс Карен Бекмен             | Мартін Дью Джилліан Джилкс                   |
| 1985      | Міхаель К'єльдсен       | Кірстен Ларсен       | Стен Фладберг Єспер Гелледі            | Джилліан Кларк Джилліан Гауерс           | Стен Фладберг Гітте Паульсен                 |
| 1986      | Іб Фредеріксен          | Xiao Jie             | He Xiangyang Tang Hai                  | Гелен Троук Джилліан Гауерс              | Енді Гуд Фіона Елліот                        |
| 1987      | Поуль-Ерік Гейєр Ларсен | S. Kusumawardhani    | Марк Крістіансен Стефан Карлссон       | Крістіне Магнуссон Марія Бенгтссон       | Стефан Карлссон Марія Бенгтссон              |
| 1988      | Єнс Петер Ніргофф       | Фіона Сміт-Елліот    | Єнс Петер Ніргофф Міхаель К'єльдсен    | Джилліан Кларк Сара Сенкі                | Єспер Кнудсен Нетті Нільсен                  |
| 1989      | Allan Budi Kusuma       | Еліне Куне           | Eddy Hartono Rudy Gunawan              | Грете Могенсен Пернілле Дупонт           | Eddy Hartono Verawaty Fayrin                 |
| 1990      | Hermawan Susanto        | Minarti Timur        | Йон Гольст-Крістенсен Томас Лунд       | Лізбет Стуер-Лаурідсен Нетті Нільсен     | Пар Гуннар Йонссон Марія Бенгтссон           |
| 1991      | Поуль-Ерік Гейєр Ларсен | S. Kusumawardhani    | Eddy Hartono Rudy Gunawan              | Джилліан Гауерс Сара Сенкі               | Генрік Сваррер Марлене Томсен                |
| 1992      | Hermawan Susanto        | S. Kusumawardhani    | Yap Kim Hock Tan Kim Her               | Анне-Метте Білле Міхелле Расмуссен       | Дейв Райт Сара Сенкі                         |
| 1993      | Поуль-Ерік Гейєр Ларсен | Susi Susanti         | Cheah Soon Kit Soo Beng Kiang          | Finarsih Lili Tampi                      | Ян-Ерік Антонссон Астрід Крабо               |
| 1994      | Поуль-Ерік Гейєр Ларсен | Lim Xiaoqing         | Denny Kantono Antonius Ariantho        | Peng Xinyong Zhang Jin                   | Кріс Гант Джилліан Гауерс                    |
| 1995      | Не проводився           | Не проводився        | Не проводився                          | Не проводився                            | Не проводився                                |
| 1996      | Sun Jun                 | Yao Yan              | Ge Cheng Tao Xiaoqing                  | Еліне Куне Ерік ван ден Гейвел           | Ян-Ерік Антонссон Астрід Крабо               |
| 1997      | Wong Choong Hann        | Юдіт Мейлендейкс     | Єнс Еріксен Єспер Ларсен               | Пернілле Гардер Келлі Морган             | Йонас Расмуссен Анн-Лоу Йоргенсен            |
| 1998      | Roslin Hashim           | Zhou Mi              | Cheah Soon Kit Choong Tan Fook         | Huang Nanyan Yang Wei                    | Йон Гольст-Крістенсен Анн-Лоу Йоргенсен      |
| 1999      | Xia Xuanze              | Tang Chunyu          | Choong Tan Fook Lee Wan Wah            | Chen Lin Jiang Xuelian                   | Chen Quiqiu Chen Lin                         |
| 2000      | Chen Hong               | Zhou Mi              | Halim Haryanto Sigit Budiarto          | Гелене Кіркегорд Рікке Ольсен            | Chen Quqiu Chen Lin                          |
| 2001      | Lee Tsuen Seng          | Mia Audina           | Йон Гольст-Крістенсен Єспер Ларсен     | Анастасія Русських Xu Huaiwen            | Гейл Еммс Нейтан Робертсон                   |
| 2002      | Wong Choong Hann        | Mia Audina           | Ha Tae-kwon Kim Dong-moon              | Анн-Лоу Йоргенсен Рікке Ольсен           | Kim Dong-moon Lee Kyung-won                  |
| 2003      | Lee Hyun-il             | Yao Jie              | Ha Tae-kwon Kim Dong-moon              | Ra Kyung-min Lee Kyung-won               | Ra Kyung-min Kim Dong-moon                   |
| 2004      | Кеннет Йонассен         | Pi Hongyan           | Tony Gunawan Говард Бак                | Лена Фрір Крістіансен Камілла Рюттер Юль | Томас Лайбоурн Камілла Рюттер Юль            |
| 2005      | Muhammad Hafiz Hashim   | Xu Huaiwen           | Choong Tan Fook Lee Wan Wah            | Mia Audina Лотте Брейл                   | Роберт Матеусяк Надєжда Костючик             |
| 2006      | Ayob Sairul Amar        | Andriyanti Firdasari | Rian Sukmawan Eng Hian                 | Rani Mundiasti Endang Nursugianti        | Роберт Блер Дженні Воллворк                  |
| 2007      | Lee Yen Hui Kendrick    | Li Wenyan            | Rian Sukmawan Yonatan Suryatama Dasuki | Анастасія Русських Катерина Ананіна      | Расмус Бонде Ніссен Крістінна Педерсен       |
| 2008      | Andre Kurniawan Tedjono | Yao Jie              | Fran Kurniawan Rendra Wijaya           | Лена Фрір Крістіансен Камілла Рюттер Юль | Йоахім Фішер Нільсен Крістінна Педерсен      |
| 2009      | Chetan Anand            | Yao Jie              | Йоганнес Шеттлер Крістоф Гопп          | Ніна Віслова Валерія Сорокіна            | Олександр Ніколаєнко Валерія Сорокіна        |
| 2010      | Sho Sasaki              | Юліане Шенк          | Hirokatsu Hashimoto Noriyasu Hirata    | Валерія Сорокіна Ніна Віслова            | Олександр Ніколаєнко Валерія Сорокіна        |